# Jay Ohrberg
Jay Ohrberg est un collectionneur et constructeur automobile américain, spécialisé dans les voitures destinées au cinéma et à la télévision. Sa société Jay Ohrberg Star Cars possède une vaste collection de voitures originales et de répliques, dont beaucoup sont proposées à la location.

## Biographie
Jay Ohrberg est originaire de Moline, Illinois. À partir de 18 ans, il travaille dans un atelier automobile, puis, après s'être installé à Los Angeles, commence à fabriquer des concepts automobiles. Sa première création est une voiture baignoire (avec toilettes) qui fait tellement sensation qu'elle est présentée lors d'un épisode du Tonight Show.
En 1969, il conçoit la Panthermobile de l'inspecteur Clouseau. Dans les années 1970, identifié comme « pop-artist cum car stylist », il conçoit la Sex Machine, une voiture en forme de lit couverte de rouge velvet, et avec un miroir suspendu au-dessus du lit. Au début des années 1980, il se fait remarquer pour les modèles de roadsters décadents qu'il fabrique dans son garage de Los Angeles.
En 2014, le musée Hollywood Cars Museum by Jay Ohrberg ouvre ses portes à Hot Rod City à Las Vegas, un projet porté par le promoteur immobilier Michael Dezer (propriétaire du Miami Auto Museum à Miami),.

## Véhicules fabriqués
- la General Lee[6]

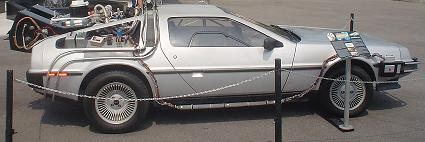
La De Lorean DMC-12.

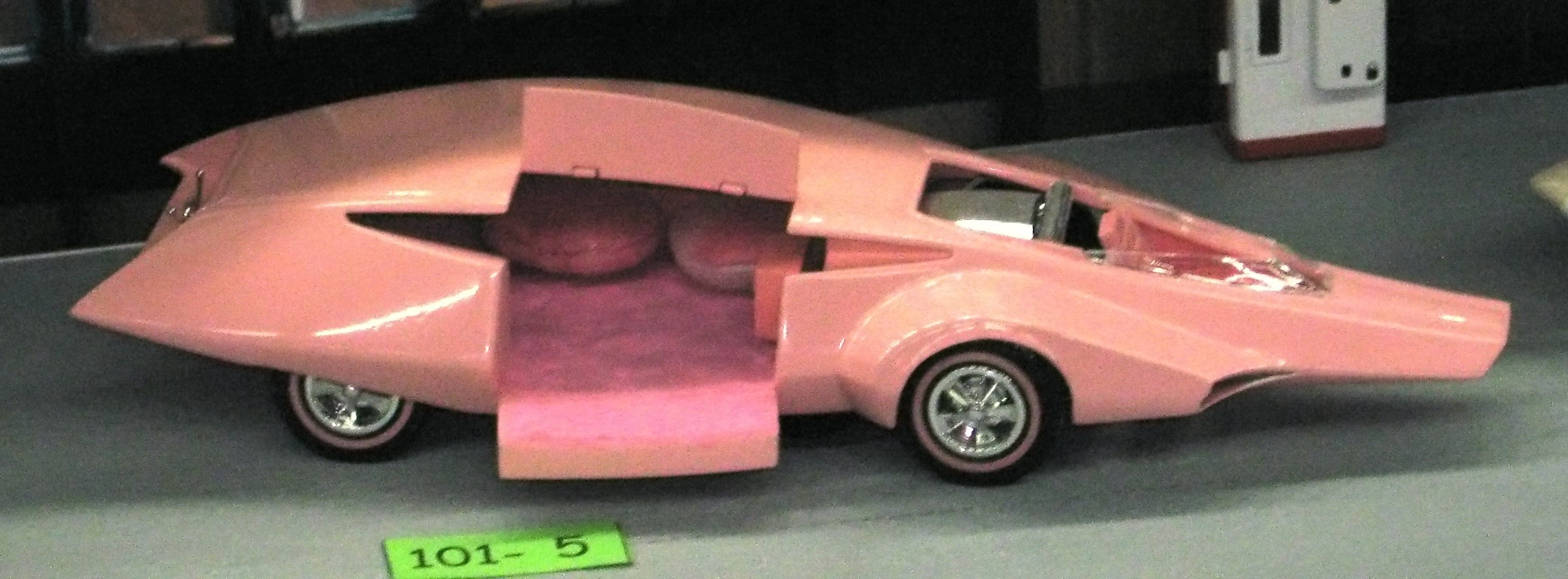
Maquette de Panthermobile

- la Ford Torino pour Starsky et Hutch[6]
- la KITT pour le film K 2000 : La Nouvelle Arme[6] ; il a également construit la version « mode super poursuite » pour la dernière saison de la série télévisée
- les Batmobiles pour les films des années 1970 et pour le film Batman : Le Défi (1992) de Tim Burton
- Répliques de la DeLorean en contrat avec Universal pour le tournage de Retour vers le futur[7]
- La voiture des Pierrafeu
- 1969 : Panthermobile (mise aux enchères en 2007)[3]

Selon Gene Winfield (concepteur des voitures du film Blade Runner), Ohrberg s'est attribué la création de beaucoup de modèles produits par d'autres personnes travaillant dans son studio, Winfield inclus.

## Collection de véhicules

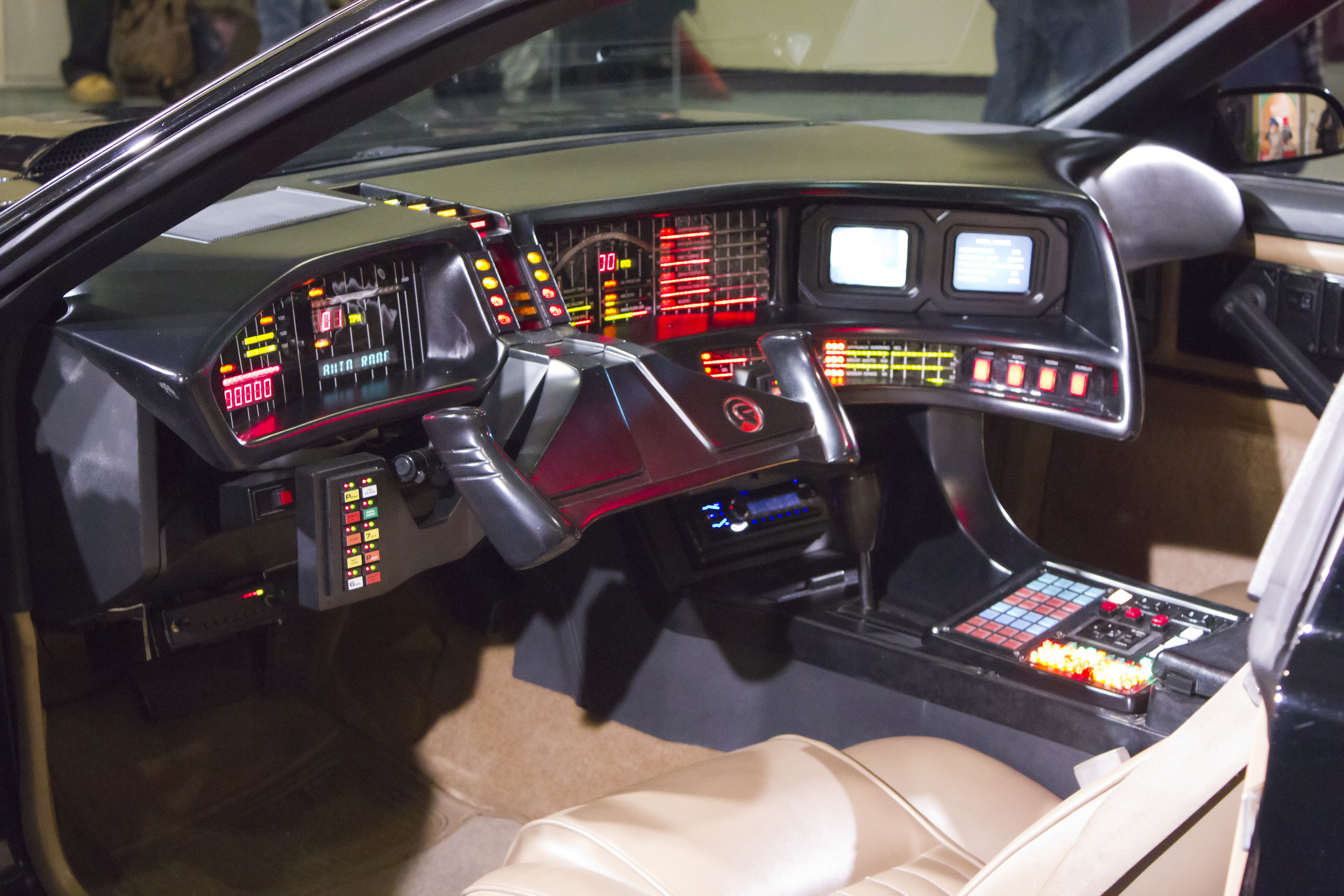
Intérieur de la KITT, 1ère et saisons de la série K 2000.

Parmi les autres voitures personnalisées de la collection figurent un hélicoptère et une limousine de 30 mètres, l'American Dream, reconnue par le Guinness World Records comme la voiture la plus longue du monde.

### Véhicules de films
- la DeLorean (réplique) de Retour vers le futur (1985)
- plusieurs voitures du film live-action La Famille Pierrafeu (1994)
- Ecto-1 (réplique) de SOS Fantômes (1984)
- la Ford Gran Torino de Starsky et Hutch
- Herbie (réplique) de La Coccinelle
- une réplique de la voiture de Chitty Chitty Bang Bang (1968)
- la voiture de RoboCop (1987)
- une réplique de voiture de Mad Max

### Véhicules d'émissions de télévision
- L'Agence tous risques
- Beverly Hillbillies
- K2000
- Deux Flics à Miami
- Les Monstres